# Porcia
Porcia (friülà Purcîe) és un municipi italià, dins de la província de Pordenone. L'any 2007 tenia 15.142 habitants. Limita amb els municipis de Brugnera, Fontanafredda, Pasiano di Pordenone, Pordenone, Prata di Pordenone i Roveredo in Piano.

## Administració
| Període | Identitat       | Partit      |
| ------- | --------------- | ----------- |
| 2004-   | Stefano Turchet | Centredreta |